# Alberto Soeiro
Alberto Pires Florêncio Soeiro, kurz Alberto Soeiro, (* 1. November 1917 in Lissabon) war ein portugiesischer Architekt.

## Leben

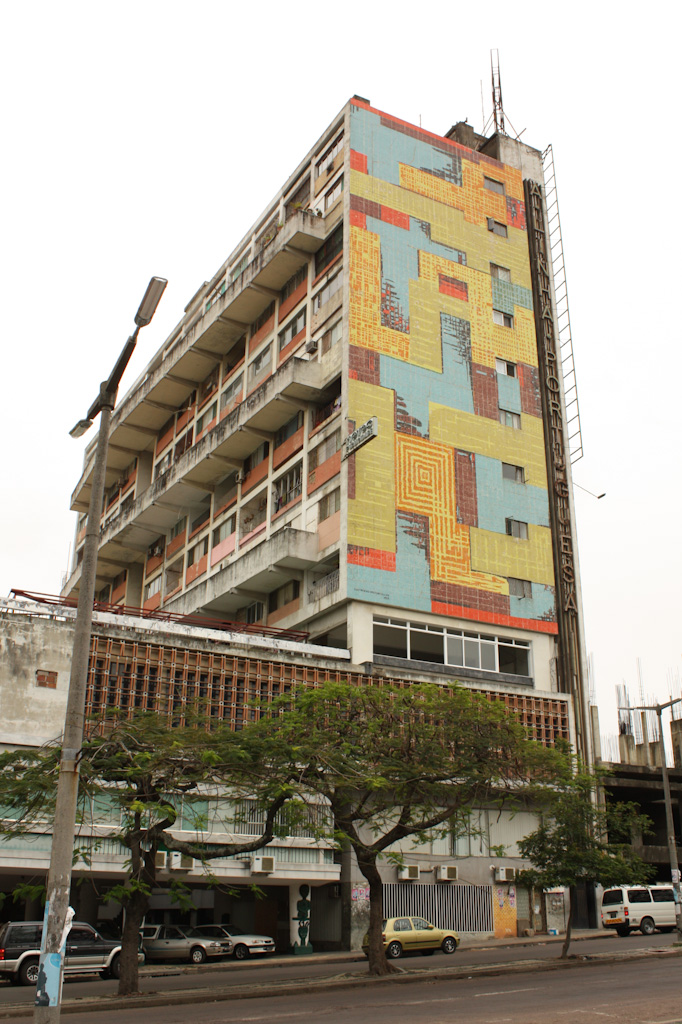
Prédio TAP/Montepio de Moçambique, Lourenço Marques [Maputo] (1955–1960)

Alberto Soeiro wurde 1917 in der portugiesischen Hauptstadt Lissabon geboren. Nach seiner Schulausbildung begann Soeiro sein Studium der Architektur 1937 an der Escola Superior de Belas-Artes in Porto, er schloss es 1946 ab. Zwischen 1943 und 1945 arbeitete Soeiro als Praktikant im Büro von Fernando Cunha Leão. Soeiro prägten – wie zahlreiche Architektinnen und Architekten – architektonische Ideen und Konzepte der Moderne, unter anderem nahm Soeiro auch am ersten nationalen Architekturkongress Portugals 1948 teil.
1952 zog Soeiro als einer der ersten zahlreicher weiterer Architektinnen und Architekten in die portugiesische Kolonie Mosambik, da er in Portugal einerseits kaum Arbeit fand und andererseits die geistige Enge des Estado Novo ihn einschränkte. In Lourenço Marques (heute Maputo), aber auch im Rest der Kolonie, entwarf er zahlreiche Gebäude, sowohl für private wie staatliche Auftraggeber. Unter anderem war Soeiro 1957 auch Sprecher der Vereinigung der Architekten in Lourenço Marques. 1959 nahm Soeiro an der Conférence Interafricaine sur le Logement et l’Urbanisation in Nairobi teil.
1984 zog er auf die Azoren, wo Soeiro als Leiter des Amtes für Wohnen und Umwelt in Angra do Heroísmo arbeitete.
Es ist nicht bekannt, ob Soeiro noch lebt.

## Werk (Auswahl)
- 1955–1960: Prédio TAP/Montepio de Moçambique, Lourenço Marques [Maputo][2]
- 1955–1960: Edifício Sede das Associações Económicas de Lourenço Marques, Lourenço Marques [Maputo]; zusammen mit Nuno Craveiro Lopes[2]
- 1958–1959: Aero-Clube de Moçambique, Lourenço Marques [Maputo]; zusammen mit João José Tinoco[2]
- 1958–1959: Sede dos Serviços de Aeronáutica Civil, Lourenço Marques [Maputo]; zusammen mit João José Tinoco und Maria Carlota Quintanilha[2]
- 1959: Edifício Carvalho & Catarino, Lourenço Marques [Maputo][2]
- 1960er Jahre: Flughafen Nampula, Nampula; zusammen mit João José Tinoco und Maria Carlota Quintanilha[3]
- 1961–1963: Hospital-Sanatório de Machava, Lourenço Marques [Maputo]; zusammen mit João José Tinoco[2][4]
- 1961–1966: Hospital de Dermatologia Dr. Firmino Santana, Lourenço Marques [Maputo]; zusammen mit João José Tinoco[2]
- 1963: Urbanisierungsplan für António Enes [Angoche][2]
- 1963: Urbanisierungsplan für Manhiça[2]
- 1963–1965: Urbanisierungsplan für Vila Luísa [Marracuene][2]
- 1967–1975: Prédio 33 Andares, Lourenço Marques [Maputo], in Zusammenarbeit mit Octávio Pó und Marcos Miranda Guedes[5]
- 1969: Faculdade de Agronomia e Silvicultura, Lourenço Marques[2][6]
- 1987: Sanierung des designierten Sitzes des regionalen Statistikamtes der Azoren[2]